# Sann anomali
Sann anomali, betecknas: {\displaystyle \nu \,\!} är för en planet den verkliga vinkeln mellan perihelium och planeten, sett från solen och mätt i planetens rörelseriktning.
Planetens sanna anomali beräknas genom att man först beräknar medelanomalin, därefter en hjälpvinkel, den excentriska anomalin, och ur denna kan man till sist beräkna den sanna anomalin.
Om planetbanans excentricitet {\displaystyle e\,} är litet kan den sanna anomalin {\displaystyle \nu \,} beräknas direkt från sanna anomalin {\displaystyle M\,\!} ur medelpunktsekvationen:
{\displaystyle {\begin{matrix}\nu =M+e\cdot 2\sin M+e^{2}\cdot {\frac {5}{4}}\sin 2M+e^{3}({13 \over 12}\sin 3M-{1 \over 4}\sin M)+e^{4}({103 \over 96}\sin 4M-{11 \over 24}\sin 2M)+....\end{matrix}}}
När man känner den sanna anomalin kan man även beräkna planetens avstånd till solen, {\displaystyle r\,\!}, där {\displaystyle a\,\!} är halva storaxeln:
{\displaystyle r={\frac {a\left(1-e^{2}\right)}{1+e\cdot \cos \theta }}}
Även avståndet till solen kan beräknas ur en trunkerad serieutveckling om excentriciteten är liten:
{\displaystyle {\begin{matrix}r=a\left(1-e\cdot \cos M-{\frac {e^{2}}{2}}(\cos 2M-1)-{\frac {e^{3}}{2!\cdot 2^{2}}}(3\cos 3M-3\cos M)-{\frac {e^{4}}{3!\cdot 2^{3}}}(4^{2}\cos 4M-4\cdot 2^{2}\cos 2M)-....\right)\end{matrix}}}

Den sanna anomalin kan även användas för en satellits rörelse runt jorden, eller för en godtycklig himlakropps rörelse runt en annan betydligt större centralkropp.